# Hannah Akuffo
Hannah Opokua Akuffo Britton, född 7 juli 1954 i Ghana (dåvarande Guldkusten), är en svensk läkare och professor i parasitologi med specialintresse för leishmaniasis. Hon har ett flertal styrelseuppdrag och sommarvärd år 2016.

## Biografi
Akuffo är yngst i en syskonskara om elva syskon och en av hennes systrar är domare i Högsta domstolen i Ghana. Deras far arbetade som präst i den presbyterianska kyrkan i Ghana. Efter examen från universitetet 1977 studerade hon vidare i London där hon avlade en doktorsexamen i immunologi vid University of London. Hon arbetade därefter med sjukdomen lepra vid ett forskningsinstitut i Etiopien. Där träffade hon Sven Britton, med vilken hon ingick äktenskap år 1987. I äktenskapet föddes tre barn, bland annat barnmorskan Asabea Britton.
Akuffo kom till Sverige 1986; hon hade innan dess fått forskningsstipendium vid Karolinska Institutet. Akuffo arbetar sedan 1998 åt Sida, där hon bland annat har arbetat med att förbättra förutsättningarna för forskning i Uganda. Hon är även engagerad i kampen mot flodblindhet (onchocerciasis och Robles sjukdom). Hon är ordförande i ESSENCE on Health Research och i Joint Coordinating Board (JCB) of UNICEF/UNDP/World Bank/WHO Special Programme for Training and Research in Tropical Research (TDR). Hon är en av tre som sitter i styrkommittén för TASENE, ett samarbetsprogram mellan Nederlandse Organisatie voor Wetenschappelijk Onderzoek (Nederländska Organisationen för Vetenskaplig Forskning, förkortat NWO), Tanzania Commission for Science and Technology (COSTECH) och Sida.
Hon har även varit rådgivare åt WHO och ordförande 2010–2013 i European and Developing Countries Clinical Trials Partnership (EDCTP).
Akuffo var en av sommarvärdarna i Sveriges Radio 2016.

## Priser och utmärkelser
- Honorary Fellow of Royal College of Physicians[7][9]
- Fellow to the Royal College of Physicians of Edinburgh[9][7]